# Martin Archer Shee
Martin Archer Shee (Dublín, 23 de diciembre de 1769-Brighton, 13 de agosto de 1850) fue un pintor, poeta y retratista irlandés que se desempeñó como presidente de la Real Academia de Arte.

## Biografía

### Primeros años y formación
Nació en el seno de una antigua familia católica irlandesa de Dublín. Su padre, Martin Shee, era un comerciante que consideraba la profesión del pintor como una ocupación inadecuada para un miembro de su familia. Sin embargo, Archer Shee estudió arte en la Royal Dublin Society y luego en Londres. Allí, en 1788, fue presentado ante el pintor Joshua Reynolds por Edmund Burke.

### Carrera artística
En 1789 expuso sus dos primeros cuadros, Cabeza de anciano y Retrato de un caballero; ese mismo año contrajo matrimonio con Mary Power, hija mayor de James Power de Youghal. Durante los siguientes diez años mejoró constantemente su práctica. En 1798 fue elegido asociado de la Real Academia de Arte, y en 1800 fue nombrado miembro de la misma. Se mudó a la antigua residencia de George Romney, en el 32 de Cavendish Square, donde se estableció como su sucesor.
Continuó pintando con gran prontitud de mano y fertilidad de invención, aunque sus retratos fueron eclipsados por varios pintores contemporáneos, especialmente por Thomas Lawrence. Sus primeros retratos están cuidadosamente terminados, fáciles de actuar, con buen dibujo y excelente discriminación de carácter. Muestran una tendencia indebida al enrojecimiento de la carne en la pintura, un defecto que es aún más evidente en sus obras posteriores, en las que el manejo es menos "cuadrado", nítido y contundente. Además de sus retratos, ejecutó diversos temas y obras históricas, como Lavinia, Belisario, su cuadro de diploma Próspero y Miranda y la Hija de Jefté.

### Carrera literaria
En 1805 publicó el poema Rimas sobre el arte, cuya segunda parte publicó en 1809. Lord Byron documentó bien sobre ello en su English Bards and Scotch Reviewers. Shee publicó otro pequeño volumen de versos en 1814, titulado The Commemoration of Sir Joshua Reynolds, and other Poems, pero tuvo menos éxito. También produjo una tragedia, Alasco, ambientada en Polonia. La obra fue aceptada en Covent Garden, pero se le negó la licencia sobre la base de que contenía alusiones traicioneras. Shee resolvió airadamente hacer su llamamiento al público. Llevó a cabo su amenaza en 1824, pero Alasco todavía estaba en la lista de dramas no representados en 1911. También publicó dos novelas: Oldcourt (1829, en tres volúmenes) y Cecil Hyde (1834).
Tras la muerte de Lawrence en 1830, fue elegido presidente de la Real Academia y, poco después recibió el título de caballero. En 1831 fue elegido miembro de la Royal Society. En un examen ante el comité parlamentario de 1836 sobre las funciones de la Real Academia de Arte, defendió hábilmente sus derechos. Continuó pintando hasta 1845, cuando tuvo que retirarse a Brighton debido a la enfermedad que padecía.[¿cuál?] Fue sustituido en la Academia por J. M. W. Turner, quien lo había nombrado fideicomisario de la proyectada casa de beneficencia Turner.
Entre 1842 y 1849 ejerció como primer presidente de la Sociedad de Artistas de Birmingham.

### Fallecimiento
Martin Archer Shee falleció en 1850 y fue sepultado en la extensión occidental del cementerio de San Nicolás de Brighton. Su lápida permanece, pero ha sido trasladada al perímetro del sitio.